# 红娘公司
《红娘公司》（英語：Love, Inc.）是安德鲁·塞昆达主创的美国电视情景喜剧，2005年9月22日至2006年5月11日在联合派拉蒙电视网首播共一季。主要演员包括贝茜·菲利普斯、文斯·维鲁夫、里根·戈麦斯-普雷斯顿、艾恩·奥福曼和霍利·罗宾森·皮特，围绕婚介所工作的五名媒人展开。节目由蔡斯电视、利特菲尔德公司、伯格－科尔斯电视和派拉蒙电视网制作，除联合派拉蒙电视网首播外，还通过LivingTV和芬兰第四台分别在英国和芬兰播映。亚当·蔡斯、沃伦·利特菲尔德、马克·伯格与奥伦·科尔斯担任执行制作人。
节目原定名《约会女搭档》，本是专为推动莎侬·多赫提事业设计的情愿喜剧处女作。联合派拉蒙电视网订购后认为预播观众对多赫提反响不佳，决定由菲利普斯取代。剧中情节发生在纽约，实际取景地是洛杉矶好莱坞派拉蒙制片厂及加利福尼亚州其他地点。节目富含当代嘻哈音乐，联合派拉蒙电视网大力宣传，旨在吸引城镇居民观看，与《阿傑出少年》一起在周四晚播映。
《红娘公司》在拉美裔少女人群的收视率很高，但整体收视成绩很不理想，2006年联合派拉蒙电视网与WB電視網合并组建CW電視網后取消。本剧与其他黑人情景喜剧停播引发评论界反弹，媒体批评此举导致电视上的非裔美国演员和角色减少。评论员对节目看法不一，部分文章称赞剧中人物种族多样化，但批评剧情和人物缺乏新意，菲利普斯的演出无法让观众信服。节目停播后没有发行蓝光影碟或DVD。

## 剧情架构
红娘公司是纽约的婚介所，雇员都是一心想找到另一半的单身狗。刚离婚的克丽娅·拉沃（Clea Lavoy）是公司创始人和业主，请朋友兼雇员丹妮丝·约翰逊（Denise Johnson）帮忙再找伴侣。丹妮丝非常热心，但老板的寻爱之路依然困难重重。克丽娅此前的婚姻看起来很幸福，而且持续近十年，是红娘公司最重要的活广告，所以她离婚为公司前景蒙上阴影。公司其他雇员包括前台维维亚娜（Viviana）、形象专家弗朗辛（Francine）、技术员兼摄影师巴里（Barry）。
节目分集大多介绍公司内部运作，如第一个女同性恋客户、与昔日神父约会，以及旨在吸引宅男和廣場恐懼症患者的营销策略。公司雇员充当客户的约会搭档和“守护天使”，帮他们克服交流障碍。各人工作之余都有各种喜剧或爱情历险经历，例如维维亚娜一心想嫁给美国公民获取绿卡；丹妮丝虽然工作实力出众，能让客户与“看起来无法企及的灵魂伴侣”配对，但她本人却一直没找到真爱。

## 人物
《红娘公司》共有五个主要人物：
- 贝茜·菲利普斯（Busy Philipps）饰丹妮丝·约翰逊，是婚介所约会顾问，自称配对专家，向客户提供“用语指南、服饰指引，以及良好的开场白与结束语”[5]。她有“撮合大师”之称[6]，但一直没找到真爱。前男友联系贝茜帮他寻找最佳伴侣，此后她对待约会和爱情的态度变得讥诮，自称“充当约会女搭档忙得团团转”。[1]菲利普斯认为贝茜的爱情生活“完全是灾难”[7]。
- 文斯·维鲁夫（Vince Vieluf）饰婚介所技术员兼摄影师巴里[6][8]，也是丹妮斯的室友[9]。巴里“书呆气十足”[10]，认为从牙齿到牙膏公司所有关联事物都涉及巨大阴谋[11]。他经常用挠头来交流，但别人根本看不懂[6]，只能理解成他“完全活在不同的层面……乃至不同的星球”[12]。据维鲁夫透露，巴里初步设定是“剧中唯一的男子”，也是“世上最幸运的家伙”[13]。
- 里根·戈麦斯-普雷斯顿（Reagan Gomez-Preston）饰婚介所形象专家弗朗辛，鼓励客户信任她的时尚眼光，为找到伴侣增加胜算[12]。她第一次出场就批评克丽娅的打扮像女子篮球队教练，工作时表现活跃、时尚[11]。节目停播时，弗朗辛的剧情尚未充分发展，“仍有些许神秘感”[1]。维鲁夫声称弗朗辛的“交流方式完全不同”，生活方式也是如此，与巴里关系特殊[13]。
- 艾恩·奥福曼（Ion Overman）饰阿根廷裔前台接待员维维亚娜，“不择手段地收集个人信息”[6]，一心想找到合适的美国公民结婚取得绿卡[11]。她的口音很重，是节目重要笑点[14]，《芝加哥論壇報》为此谴责编剧单靠种族偏见塑造人物[15]。
- 霍利·罗宾森·皮特（Holly Robinson Peete）饰红娘公司创始人和业主克丽娅·拉沃，在近十年的婚姻以离婚收场后“步入约会界”[12]，离婚原因是丈夫有外遇[5]。她在剧中多次尝试交往，约会对象包括昔日神父，与大卫（David）的关系时好时坏[16][17]。克丽娅与雇员保持密切友谊，同丹妮丝关系特别好[2]。

## 制作
《红娘公司》原定剧名《约会女搭档》（Wing Woman），计划拍成类似《全民情敌》的喜剧。节目构想源自《纽约时报》探导红娘机构的文章，蔡斯电视、利特菲尔德公司、伯格－科尔斯电视和派拉蒙电视网共同制作。利特菲尔德公司建议电视剧主创安德鲁·塞昆达（Andrew Secunda）和曾参与《老友记》的执行制作人亚当·蔡斯（Adam Chase）合作:121。《红娘公司》的执行制作人还有玛尔塔·考夫曼（Marta Kauffman）、丽兹·塔琪萝（Liz Tuccillo）、马克·伯格（Mark Burg）和奥伦·科尔斯（Oren Koules）。2005年4月12日，联合派拉蒙电视网宣布莎侬·多赫提（Shannen Doherty）已就出演主角开始洽谈，戈麦斯-普雷斯顿在考虑出演主角“长年好友、同事和室友”，艾恩·奥福曼也可能加盟但角色未定。奥福曼自称正想接戏，觉得节目构想“很酷”所以有意参与。4月18日，霍利·罗宾森·皮特确定出演剧中公司老板。

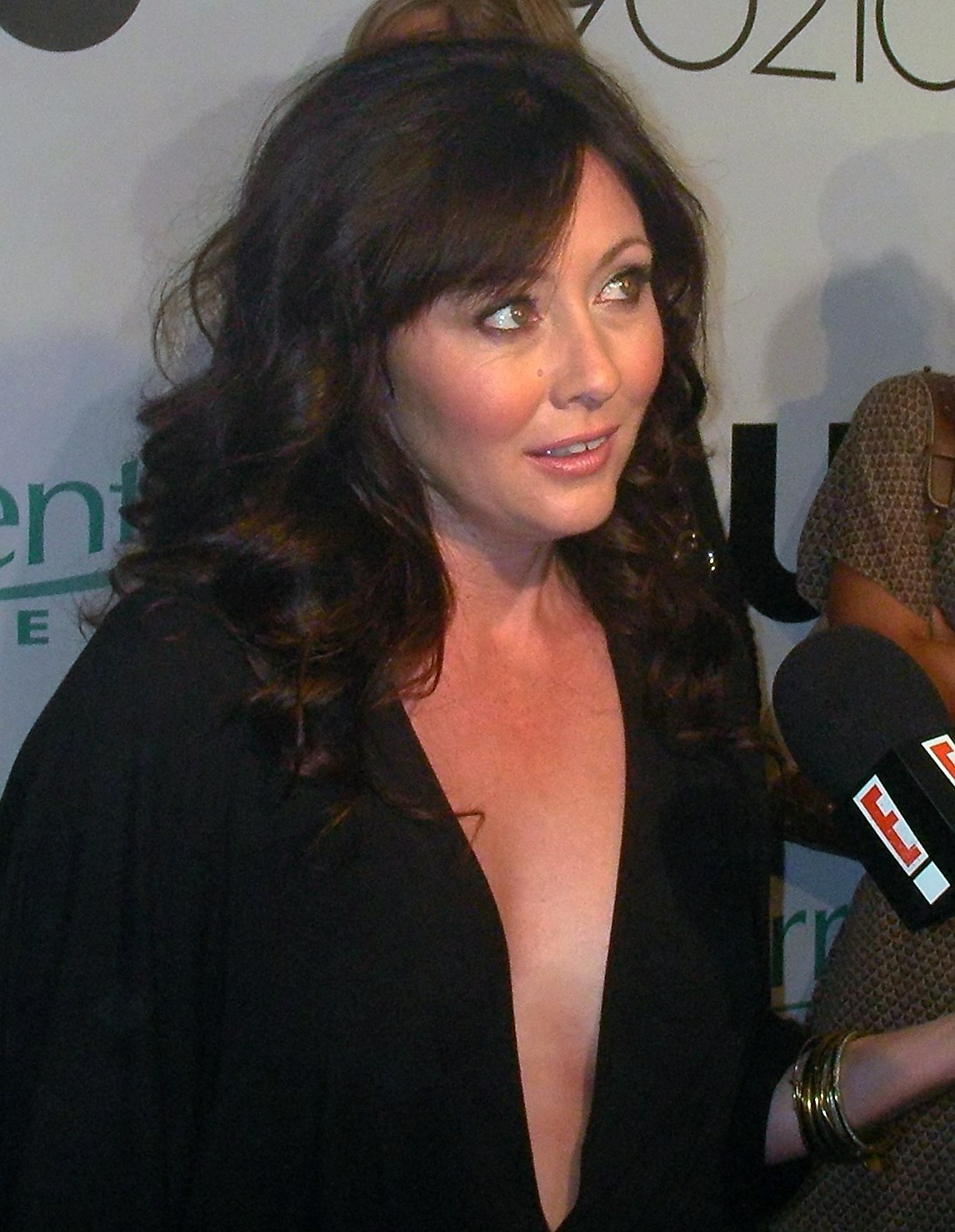
《红娘公司》本是专为捧红莎侬·多赫提（图）创作，但联合派拉蒙电视网后来决定不请她主演

《红娘公司》本是专为捧红多赫提创作，她在试播集扮演丹妮丝，这也是她首次出演电视情景喜剧。多赫提自称一眼就喜欢上“歇斯底里的”试播集剧本，但因缺乏喜剧演出经验感到有些不踏实。早期宣传声称电视剧由多赫提与皮特主演，但联合派拉蒙电视网后来宣布必须另找演员取代多赫提才会订购本剧。据《电视指南》报导，试映观众对试播集中多赫提的演出反应冷淡。执行制作人沃伦·利特菲尔德（Warren Littlefield）在接受采访时表示，多赫提扮演的丹妮丝“艳光四射”，估计是在离开《飛越比佛利》和《聖女魔咒》剧组后想出演本剧改善负面形象。皮特称赞多赫提的演出，还称“我们都很开心，气氛很棒”。联合派拉蒙电视网娱乐总裁表示，另找演员取代多赫提不过是因为电视台决定让节目朝不同方向发展。电视饲料网站刊登雷切尔·塞里科拉（Rachel Cericola）的文章，称《红娘公司》因更换多赫提引起媒体关注，跻身“新电视季最有前途的四部情景喜剧”。
7月25日，联合派拉蒙电视网宣布贝茜·菲利普斯获选出演丹妮丝，随后将她定为节目领衔主演。菲利普斯2018年的回忆录自称对当年联合派拉蒙电视网替换多赫提颇感不平，所以一度不想接演：“他们先利用她大肆宣传，事了后又一脚踢开，如此行径实在太不地道”。文斯·维鲁夫认为，以菲利普斯取代多赫提后，节目就由以丹妮丝为核心变成群戲演出，红娘公司所有成员都是主角。在他看来，观众“可能会对节目只关注某人爱情生活的酸甜苦辣感到厌烦”，这样的改动能避免上述俗套。
有报导称佩吉·肯尼迪（Page Kennedy）一度考虑参演本剧，但后来决定在美国广播公司电视剧《绝望的主妇》第二季扮演卡莱布·阿普尔怀特（Caleb Applewhite）。洛杉矶湖人退役球员里克·福克斯在三集节目客串出镜，诠释克丽娅的男友大卫。梅根·马克尔在分集《一对一》（One on One）客串出演地铁工作人员。联合派拉蒙电视网秉持“唯一积极为非裔美国观众提供节目的电视网”立场，本剧演员阵容同样趋于种族多元化。蒂姆·古德（Tim Good）在《旧金山纪事报》发文指出，本剧制作仅有选角值得认可。
剧中情节发生在纽约，实际是在好莱坞派拉蒙制片厂布鲁多恩大厦（Bluhdorn Building）取景，采用多镜头模式。自由撰稿人艾伦·科尔仕创作第19集剧本。除试播集外，其他分集标题都是过去的情景喜剧名称。过渡画面采用纽约市景观，并配上当代音乐，如黑眼豆豆2005年单曲《勿伤我心》（Don't Phunk with My Heart）、凯丽思（Kelis）2003年单曲《奶昔》（Milkshake）。《PopMatters》的托德·拉姆洛（Todd R. Ramlow）认为，这些音乐旨在进一步吸引包括黑人与白人在内的城镇居民收看，他称赞“通常面向黑人目标观众的电视台愿意尝试”吸引其他族裔。

## 分集
| 集數 | 標題             | 導演              | 編劇                  | 首播日期       | 美国收視人數 （百萬） |
| --- | ---------------- | ----------------- | --------------------- | -------------- | --------------------- |
| 1 | 试播集           | 罗伯·席勒（Rob Schiller）     | 安德鲁·塞昆达         | 2005年9月22日  | 4.6                   |
| 得知前男友想见面后，兴奋不已的丹妮丝·约翰逊满以为两人将重燃爱火，但却得知对方只想利用她善于牵线的特长寻找新情侣。红娘公司是纽约婚介所，业主克丽娅·拉沃的丈夫央丹尼尔（Daniel）为了更年轻的外遇对象将她抛弃，公司雇员合作帮老板适应单身生活。 |                  |                   |                       |                |                       |
| 2 | 单身生活         | 罗伯·席勒         | 罗伯特·匹考克（Robert Peacock）     | 2005年9月29日  | 3.9                   |
| 丹妮丝与弗朗辛合作，确保克丽娅远离前夫丹尼尔开始新生活。意外发现丹尼尔的未婚妻与其他男人有染后，丹妮丝和弗朗辛对如何处理发生分歧。巴里喜欢上公司客户。                                                                                 |                  |                   |                       |                |                       |
| 3 | 我为卿狂         | 艾伦·吉特索恩（Ellen Gittelsohn） | 玛吉·班杜尔（Maggie Bandur）       | 2005年10月6日  | 3.2                   |
| 丹妮丝坚信在地铁站台上遇到的男子就是真命天子，所以一次又一次地回到原地找他。红娘公司遇到要求极具详尽和苛刻的客户，众人对如何处理这种局面难以达成一致。                                                                                 |                  |                   |                       |                |                       |
| 4 | 亲密伙伴         | 阿兰尼·珊福德（Arlene Sanford） | 玛吉·班杜尔           | 2005年10月13日 | 3.92                  |
| 新男友格雷在第二次约会时邀请丹妮丝参加他的生日聚会，聚会当晚格雷经常不知所踪，丹妮丝越来越感到奇怪和怀疑。克丽娅要求维维亚娜为公司首位女同性恋客户安排约会。                                                                           |                  |                   |                       |                |                       |
| 5 | 亲情纽带         | 谢尔顿·埃普斯（Sheldon Epps） | 莎拉·菲茨杰拉德（Sarah Fitzgerald）   | 2005年10月20日 | 3.1                   |
| 弗朗辛接待的白人男客户年纪不小还自以为很新潮，而且与寻找情侣相比更想直接约会弗朗辛。丹妮丝看上兽医，为此谎称不讨厌动物。 |                  |                   |                       |                |                       |
| 6 | 阿门             | 谢尔顿·埃普斯     | 劳里·帕雷斯（Laurie Parres）       | 2005年10月27日 | 3.1                   |
| 约翰曾是克丽娅的神父，如今背弃誓言与克丽娅约会，这令她颇感不自在。随着两人关系朝亲密方向进展，克丽娅举棋不定，不知是否该更进一步。丹妮丝和巴里帮助出狱男子开始新生活，鼓励他寻找理想伴侣。                                             |                  |                   |                       |                |                       |
| 7 | 珊诺斯基姐妹花   | 阿兰尼·珊福德     | 埃拉娜·伯考维茨（Elana Berkowitz）   | 2005年11月3日  | 3.0                   |
| 克丽娅告诉红娘公司雇员，前夫经常批评她生活一成不变，不够随心所欲；众人尝试让克丽娅更加轻松地对待生活。丹妮丝和巴里鼓励客户克服心中焦虑，与深爱女子第二次约会。                                                                         |                  |                   |                       |                |                       |
| 8 | 厚与薄           | 凯蒂·加瑞森（Katy Garretson）   | 迈克尔·柯蒂斯（Michael Curtis）     | 2005年11月10日 | 2.8                   |
| 丹妮丝的大学好友前不久大幅减重，阔别已久的两人重聚后，丹妮丝的意见和建议都得不到对方认可。克丽娅对男友大卫的感情越来越深，但却发现他的室友是女人，为此越来越感到怀疑。                                                                 |                  |                   |                       |                |                       |
| 9 | 一对一           | 史蒂夫·扎克曼（Steve Zuckerman） | 克拉伦斯·利文斯顿（Clarence Livingston） | 2005年11月17日 | 3.8                   |
| 克丽娅发现大卫非常争强好胜，于是一心想找到某个项目胜过男友。丹妮丝和巴里帮客户追求在地铁站防弹玻璃窗后工作的女子。 |                  |                   |                       |                |                       |
| 10 | 蜜月期           | 凯蒂·加瑞森       | 肖恩·康罗伊（Sean Conroy）       | 2005年11月24日 | 1.8                   |
| 丹妮丝接受克丽娅的提议一起过感恩节，这样两人都不至孤身一人，克丽娅这天变得越来越离不开丹妮丝。弗朗辛和巴里鼓励客户向情侣求婚。 |                  |                   |                       |                |                       |
| 11 | 三人行           | 阿兰尼·珊福德     | 埃拉娜·伯考维茨       | 2005年12月15日 | 3.0                   |
| 维维亚娜接受青年男子求婚，但得知前男友想要复合后心中矛盾不已。红娘公司开始向极客宣传婚介服务，巴里和弗朗辛为三名客户安排约会时困难重重。                                                                                               |                  |                   |                       |                |                       |
| 12 | 发展受阻         | 约翰·福滕贝里（John Fortenberry） | 劳里·帕雷斯           | 2006年1月19日  | 2.2                   |
| 童年时就被生父抛弃的弗朗辛选择放下过去，与父亲保持良好关系，母亲对此非常不满并找上门来。丹妮丝和巴里帮助年仅12岁的男孩追求心中所爱。                                                                                                   |                  |                   |                       |                |                       |
| 13 | 火线下的格雷斯   | 史蒂夫·扎克曼     | 罗伯特·匹考克         | 2006年2月2日   | 2.3                   |
| 美国陆军柯蒂斯少校招募巴里执行秘密任务，丹妮丝、克丽娅和弗朗辛这才发现巴里曾经入伍。丹妮丝搞丢地铁站台上偶遇男子的电话号码，但在遇到同名男子后考虑改和他交往。                                                                         |                  |                   |                       |                |                       |
| 14 | 你好拉里         | 史蒂夫·扎克曼     | 玛吉·班杜尔           | 2006年2月9日   | 2.7                   |
| 客户都想在情人节这天拥有完美的约会体验，令丹妮丝、弗朗辛和巴里颇感挫败。克丽娅打算举办聚会安抚雇员和客户，但客户在意外听到雇员将聚会称为“失败者舞会”后愤怒不已开始闹事。克丽娅觉得大卫不重视她，同意和拉里约会。                       |                  |                   |                       |                |                       |
| 15 | 少校老爸         | 史蒂夫·扎克曼     | 罗伯特·匹考克         | 2006年2月16日  | 2.5                   |
| 柯蒂斯少校委托红娘公司为女儿莫莉（Molly）牵红线，工作人员发现莫莉瞒着亲友和年纪大很多的中年男子交往，他们决定促使两人分开。克丽娅吻过拉里后心中举棋不定，不知是否该向大卫坦白。                                                             |                  |                   |                       |                |                       |
| 16 | 消消气           | 陳發中            | 肖恩·康罗伊           | 2006年3月2日   | 2.4                   |
| 丹妮丝请弗朗辛帮忙，把新男友麦克（Mike）改造成完美伴侣。克丽娅和维维亚娜利用巴里充当约会挡箭牌，报复自以为幽默、实则出口伤人的客户。 |                  |                   |                       |                |                       |
| 17 | 除了爱什么都可以 | 史蒂夫·扎克曼     | 安德鲁·塞昆达         | 2006年3月23日  | 2.5                   |
| 克丽娅和维维亚娜帮患有广场恐惧症的杰米安排完美约会，夏琳（Charlene）完全能够接受他的症状。但克丽娅和维维亚娜发现杰米没有向对方吐露实情，要求他诚实对待女方，否则她们就会戳穿。巴里发现女友利用约会指导丛书操纵交往过程后萌生分手念头。         |                  |                   |                       |                |                       |
| 18 | 诅咒             | 史蒂夫·扎克曼     | 艾米丽·卡特勒（Emily Cutler）     | 2006年4月13日  | 1.9                   |
| 克丽娅不知道与大卫之间到底算是什么关系，向巴里、维维亚娜的心理医生，以及丹妮丝的治疗师求教。弗朗辛发现交往对象经常哭，感到没心情再继续恋情。                                                                                           |                  |                   |                       |                |                       |
| 19 | 如火如荼         | 凯文·布莱特（Kevin S. Bright）   | 艾伦·科尔仕           | 2006年4月20日  | 2.8                   |
| 丹妮丝空余时都陪在麦克身边，弗朗辛妒火中烧找她对质。巴里和维维亚娜努力帮助患英雄综合症的消防员埃里克（Eric）。 |                  |                   |                       |                |                       |
| 20 | 欢乐满屋         | 史蒂夫·扎克曼     | 理查德·古德曼（Richard Goodman）     | 2006年4月27日  | 1.9                   |
| 维维亚娜的学习签证即将到期，必须通过大学课程考试才能延长签证时间，避免驱逐出境。丹妮丝伸出援手辅导，严格的教学风格令维维亚娜很吃不清，改邀弗朗辛帮忙。巴里获得前往大西洋城参加三州扑克锦标赛的入场券后向克丽娅求助。                   |                  |                   |                       |                |                       |
| 21 | 梦想成真         | 谢尔顿·埃普斯     | 克拉伦斯·利文斯顿     | 2006年5月4日   | 2.0                   |
| 巴里向同事宣布，愿用扑克比赛赢来的钱帮助其中一人实现梦想。众人竭力竞争，但丹妮丝却发现她根本没有梦想。克丽娅努力教导客户如何应对异性暗示。                                                                                             |                  |                   |                       |                |                       |
| 22 | 老友记           | 史蒂夫·扎克曼     | 安德鲁·塞昆达         | 2006年5月11日  | 2.0                   |
| 麦克提议同居，丹妮丝有些拿不定主意。客户想向朋友示爱，红娘公司工作人员对他应该采取的策略看法不一。 |                  |                   |                       |                |                       |

## 反响

### 播映
2005年8月6日，联合派拉蒙电视网正式订购13集《红娘公司》，同年11月7日续订全季共22集，媒体预测节目会停播。2006年，节目在英国LivingTV播出，2008年又经芬兰第四台在芬兰播映。为吸引城镇居民收看，联合派拉蒙电视网除本剧外还同期推出《阿傑出少年》、《伊芙》（Eve）与《理发店》（Cuts）。电视网还把《WWE SmackDown》改到周五播出，周四集中播放情景喜剧，希望把周四打造成“剧本节目之夜”，吸引电影制片商为宣传新片投放广告《今天》栏目认为《红娘公司》与《阿傑出少年》未必会像电视台期待的那样吸引相同观众群，两剧品质也不在同一水平面，《红娘公司》要差得多。《阿傑出少年》的观众起初有59%继续收看《红娘公司》，但后来逐渐流失大部分受众，证明电视台的宣传策略失当。
据塞里科拉报导，《红娘公司》每集约有360万观众收看，《荷里活報道》发文声称节目在18至49岁年龄段的尼爾森收視率成绩是1.0/3，在2005至2006年电视季地面電視聯播網节目中排第141。尼尔森公司的统计表明，节目在“12至17岁拉美裔”人群的收视率很高，在2005年收视人数中占绝大部分，达340万人。《红娘公司》在12至17岁拉美裔女观众群的收视成绩好过联合派拉蒙电视网情景喜剧《一对一》和《一半一半》（Half & Half）。，观众总人数在联合派拉蒙电视网所有电视剧中位居上游。与上一年电视季的同一时间段相比，节目首播在18至49岁年龄段观众群的收视率上涨六个百分点，18至34岁女观众增幅五成三，18至49岁女观众增加118%。
联合派拉蒙电视网2006年与WB電視網合并组建CW電視網，《红娘公司》及联合派拉蒙电视网大部分节目停播。《危机》（The Crisis）杂志的弗恩·吉莱斯皮（Fern Gillespie）谴责CW電視網甫一成立就“一口气消灭八部非裔美国人喜剧中的五部”，还对美國三大電視網都没几部非裔美国人情景喜剧深感失望：“青年艺术家没有磨练技能的机遇，可能会影响整整一代人”。评论家蒂姆·古德曼（Tim Goodman）指出，两家公司合并造成六部面向非裔美国人的节目取消，其中《红娘公司》还是非裔女演员主演。在他看来，这些节目取消代表各大电视网“逐渐淘汰利基市场节目”。《红娘公司》没有通过蓝光影碟或DVD发行。

### 专业评价

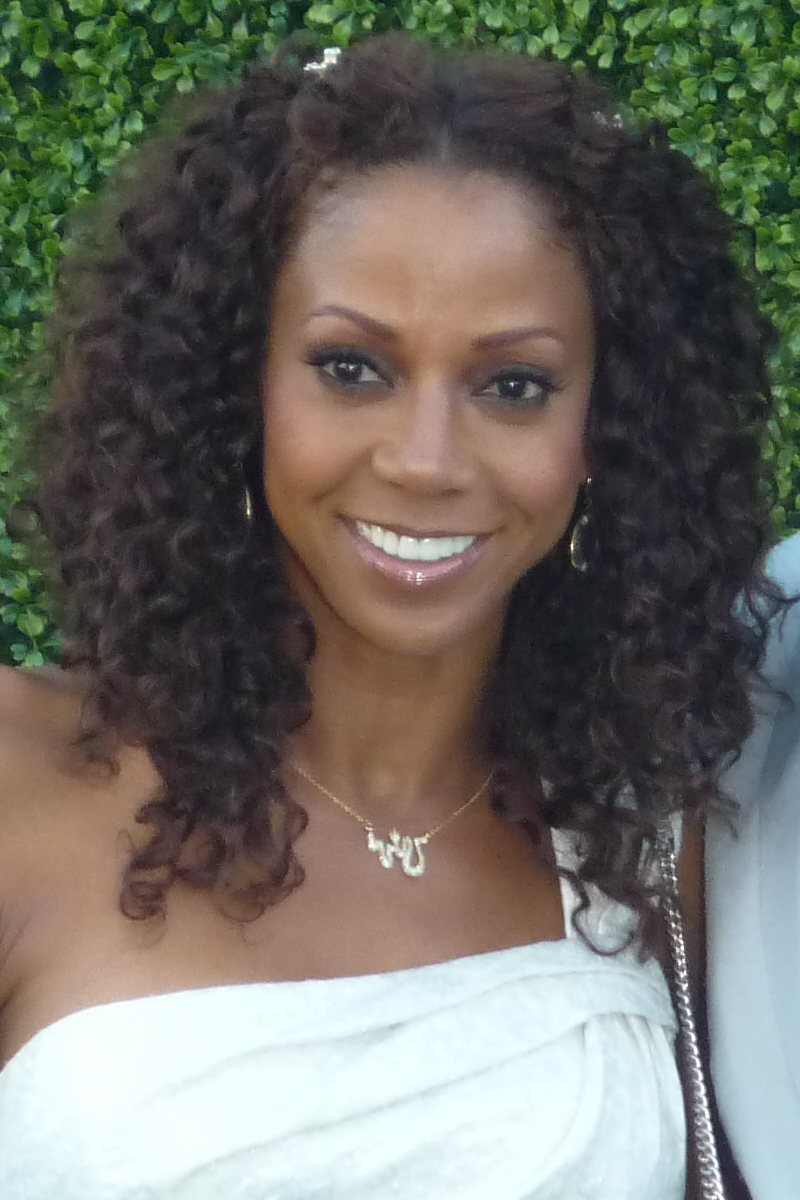
霍利·罗宾森·皮特因出演《红娘公司》获有色人种进步协会形象奖提名

《红娘公司》播出后反响不一。《乌木》（Ebony）杂志的宗德拉·休斯（Zondra Hughes）认为本剧在非裔美国演员主演的黄金时段电视节目中颇具潜力，其中又以皮特和奥福曼最为耀眼。节目在开播后，《每日紀事報》发文将其列入“每日精选”，建议喜欢喜剧的观众收看。黛安·沃特斯（Diane Werts）在《新闻日报》（Newsday）发文，称赞剧中人物形象鲜明、分工明确，编剧“点到即止，尽显明智”。皮特在第37届有色人种进步协会形象奖角逐中获喜剧类最佳女演员奖提名，但不敌出演《阿傑出少年》的蒂琪娜·阿诺（Tichina Arnold）。据菲利普斯所述，昆汀·塔伦蒂诺是本剧粉丝。
Metacritic根据17份评论为本剧打分28（最高100），表明节目整体反响不佳。The Futon Critic的布莱恩·福特·沙利文（Brian Ford Sullivan）称赞文斯·维鲁夫戏份不多但表现特别亮眼，不过对婚介工作的刻画不及2005年电影《全民情敌》。劳拉·弗里斯（Laura Fries）在《综艺》杂志发文，称本剧氛围怪异，演员颇具风度，剧本干净利落，但剧情和人物缺乏新意。《今天》的乔恩·波内（Jon Bonné）和盖尔·法辛鲍尔·库珀（Gael Fashingbauer Cooper）认可剧中请来各族裔演员演出，但感觉喜剧内容贫乏，演员再怎么竭力表现也难以回天。《洛杉磯時報》刊登保罗·布朗菲尔德（Paul Brownfield）的文章，批评《红娘公司》喜剧效果实在欠佳，明显不及HBO情景喜剧《喜開二度》。莫琳·瑞安（Maureen Ryan）在《芝加哥论坛报》发文指出，本剧在《阿傑出少年》之后播出，注定会被辗压成碎片，估计很快就会如同注脚般消失在历史长河。
评论员对菲利普斯的演出与丹妮斯的人物塑造反响不佳，觉得角色令人感到厌烦，无法让观众感同身受。弗吉尼亚·赫弗南（Virginia Heffernan）就觉得丹妮丝不像1995年电影《獨領風騷》中艾丽西亚·希尔维斯通扮演的雪儿·霍洛维兹（Cher Horowitz）那样充满魅力。《今日美國》的罗伯特·比安科（Robert Bianco）对节目评分仅半星（最高四星），称菲利普斯的表演就是在“动个不停：面部扭曲、身体抽搐，仿佛总是像驴子般尖叫”，令节目变得“实在难以忍受”。马修·吉尔伯特（Matthew Gilbert）在《波士頓環球報》发文，认为节目内容空洞，把单个笑料无限拉长，丹妮丝背景类似《俏红娘》中艾丽西亚·希尔维斯通的角色，但就是让人提不起兴趣。《匹兹堡邮报》刊登罗布·欧文（Rob Owen）的评论，认为多赫提更适合扮演丹妮丝，“自信满满”的形象加分不少，菲利普斯的演出让他感到“眼花缭乱、神经质，纯粹就是疯子”。拉姆洛认为，与《慾望城市》相比，本剧的女角色费尽心机依旧表现拙劣，能力实在有限。

## 扩展阅读
- Gervich, Chad. . Burlington: CRC Press. 2013. ISBN 978-0-240-82377-5.